# Southernplayalisticadillacmuzik
Southernplayalisticadillacmuzik è il primo album, pubblicato nel 1994, del gruppo statunitense OutKast.

## Tracce
1. Peaches - 0:51
2. Myintrotoletuknow - 2:40
3. Ain't No Thang - 5:39
4. Welcome to Atlanta (Interlude) - 0:58
5. Southernplayalisticadillacmuzik - 5:18
6. Call of da Wild featuring Goddie Mob - 6:06
7. Player's Ball (Original Version) - 4:21
8. Claimin' True - 4:43
9. Club Donkey Ass (Interlude) - 0:25
10. Funky Ride - 6:31
11. Flim Flam (Interlude) - 1:15
12. Git Up,Git Out featuring Goddie Mob - 7:27
13. True Dat (Interlude) - 1:16
14. Crumblin Erb - 5:10
15. Hootie Hoo - 3:59
16. D.E.E.P. - 5:31
17. Player's Ball (Reprise) - 2:20

## Singoli
- 1993: Player's Ball
- 1994: Southernplayalisticadillacmuzik
- 1994: Git Up, Git Out